# Stora Mellby församling
Stora Mellby församling var en församling i Skara stift och i Alingsås kommun. Församlingen uppgick 2006 i Bjärke församling.

## Administrativ historik
Församlingen har medeltida ursprung. Före den 1 januari 1886 (ändring enligt beslut den 17 april 1885) var namnet Mellby församling. 18 juli 1867 införlivades Genneveds församling.
Församlingen var till 2006  moderförsamling i pastoratet Stora Mellby, Magra, Erska och Lagmansered som före 1867 även omfattade Genneveds församling och från 1962 Långareds församling. Församlingen uppgick 2006 i Bjärke församling.

## Organister
| Period    | Namn                    | Levnadstid | Övrigt    |
| --------- | ----------------------- | ---------- | --------- |
| 1931–1964 | Ernst Alexander Olander | 1902–      | Organist. |

## Kyrkor
- Stora Mellby kyrka